# Jørgen Emborg

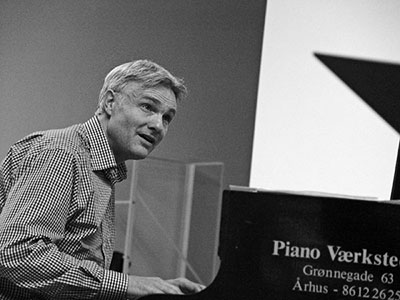
Jørgen Emborg 2015

Jørgen Emborg (* 29. März 1953 in Frederiksburg) ist ein dänischer Jazz-Pianist, -Keyboarder und -Komponist, der von Bill Evans, Herbie Hancock und Keith Jarrett beeinflusst ist und der Musik in seinen Kompositionen eine lyrische, spezifisch nordische Stimmung verliehen hat.

## Leben und Wirken
Emborg, der bereits 1975 auf internationalen Festivals spielte, legte mit Sargasso 1979 ein erstes Album vor. In den folgenden Jahren gehörte er zu Six Winds (mit Marilyn Mazur, Uffe Markussen und Alex Riel) und bildete mit Palle Mikkelborg, Bjarne Roupé, Bo Stief und Ole Theill das Ensemble Alpha Centauri. 1985 erhielt er den Ben Webster Prize; im Folgejahr nahm er mit Bjarne Rostvold auf. Er arbeitete 1991 mit Thomas Hass (Notes in Time), 1994 mit Tomas Franck (Crystal Ball). 1994 erschien sein weiteres Album unter eigenem Namen Over the Rainbow auf dem Storyville-Label, mit dem Saxophonisten Fredrik Lundin, dem Bassisten Steve Swallow und dem Schlagzeuger Alex Riel. Ab 1995 spielte er in der Tolvan Big Band (The Trouble und Plays the Music of Helge Albin), 1996 im Per Carsten Quintett.
Er lehrt Theorie am Rytmisk Musikkonservatorium in Kopenhagen.
Jørgen Emborg ist des Urenkel des Komponisten Jens Laursøn Emborg.